# 李红民
李红民（1959年—），云南禄劝人，彝族，中华人民共和国政治人物、第十二届全国人民代表大会云南地区代表。
毕业于中央党校函授学院经济管理专业。加入中国共产党。2013年，担任全国人大代表。